# Motocyklowe Grand Prix Belgii
Motocyklowe Grand Prix Belgii – eliminacja Motocyklowych Mistrzostw Świata rozgrywana w latach 1949-1986 i 1988-1990. Wyścig był rozgrywany na torze Circuit de Spa-Francorchamps, z wyjątkiem sezonu 1980, gdy wyścig odbył się na Circuit Zolder.

## Historia

### Oficjalne nazwy
| lata      | nazwa                                                               |
| --------- | ------------------------------------------------------------------- |
| 1949-1975 | Grand Prix de Belgique des Motos/Grote Prijs van Belgie voor Moto's |
| 1976-1978 | Grand Prix Belgique/Grote Prijs Belgie                              |
| 1979      | G.P. Moto                                                           |
| 1980      | Grand Prix of Belgium                                               |
| 1981      | Grand Prix Moto                                                     |
| 1982      | Grand Prix of Belgium                                               |
| 1983      | GP Johnson of Belgium                                               |
| 1984-85   | Johnson GP of Belgium                                               |
| 1986      | GP of Belgium                                                       |
| 1988      | GP of Belgium Gauloises Blondes                                     |
| 1989      | Belgium Motorcycle Grand Prix                                       |
| 1990      | Belgian Motorcycle Grand Prix                                       |

## Wyniki wyścigów w MMŚ
| Rok  | Tor               | 125cc      | 125cc                            | 250cc         | 250cc                 | 500cc        | 500cc                 |
| Rok  | Tor               | Zwycięzca  | Motocykl/zespół                  | Zwycięzca     | Motocykl/zespół       | Zwycięzca    | Motocykl/zespół       |
| ---- | ----------------- | ---------- | -------------------------------- | ------------- | --------------------- | ------------ | --------------------- |
| 1990 | Spa-Francorchamps | Hans Spaan | Sharp Samson Racing Team (Honda) | John Kocinski | Marlboro Team Roberts | Wayne Rainey | Marlboro Team Roberts |

| Rok  | Tor               | 80cc              | 80cc            | 125cc              | 125cc           | 250cc              | 250cc                         | 500cc           | 500cc                              |
| Rok  | Tor               | Zwycięzca         | Motocykl/zespół | Zwycięzca          | Motocykl/zespół | Zwycięzca          | Motocykl/zespół               | Zwycięzca       | Motocykl/zespół                    |
| ---- | ----------------- | ----------------- | --------------- | ------------------ | --------------- | ------------------ | ----------------------------- | --------------- | ---------------------------------- |
| 1989 | Spa-Francorchamps | nie rozgrywano    | nie rozgrywano  | Hans Spaan         | Honda           | Jacques Cornu      | Team Lucky Strike ELF (Honda) | Eddie Lawson    | Team Rothmans Kanemoto (Honda)     |
| 1988 | Spa-Francorchamps | nie rozgrywano    | nie rozgrywano  | Jorge Martínez     | Derbi           | Sito Pons          | Campsa Honda Team             | Wayne Gardner   | Rothmans Honda - HRC               |
| 1986 | Spa-Francorchamps | nie rozgrywano    | nie rozgrywano  | Domenico Brigaglia | Ducados         | Sito Pons          | Campsa-Honda                  | Randy Mamola    | Team Lucky Strike Roberts (Yamaha) |
| 1985 | Spa-Francorchamps | nie rozgrywano    | nie rozgrywano  | Fausto Gresini     | Garelli         | Freddie Spencer    | Rothmans Honda - HRC          | Freddie Spencer | Rothmans Honda - HRC               |
| 1984 | Spa-Francorchamps | Stefan Dörflinger | Zündapp         | nie rozgrywano     | nie rozgrywano  | Manfred Herweh     | Real-Rotax                    | Freddie Spencer | Honda                              |
| Rok  | Tor               | 50cc              | 50cc            | 125cc              | 125cc           | 250cc              | 250cc                         | 500cc           | 500cc                              |
| Rok  | Tor               | Zwycięzca         | Motocykl/zespół | Zwycięzca          | Motocykl/zespół | Zwycięzca          | Motocykl/zespół               | Zwycięzca       | Motocykl/zespół                    |
| 1983 | Spa-Francorchamps | nie rozgrywano    | nie rozgrywano  | Eugenio Lazzarini  | Garelli         | Didier de Radiguès | Chevallier-Yamaha             | Kenny Roberts   | Yamaha Marlboro World Championship |

| Rok  | Tor               | 50cc                 | 50cc            | 125cc              | 125cc           | 250cc            | 250cc                            | 350cc          | 350cc           | 500cc             | 500cc           |
| Rok  | Tor               | Zwycięzca            | Motocykl/zespół | Zwycięzca          | Motocykl/zespół | Zwycięzca        | Motocykl/zespół                  | Zwycięzca      | Motocykl/zespół | Zwycięzca         | Motocykl/zespół |
| ---- | ----------------- | -------------------- | --------------- | ------------------ | --------------- | ---------------- | -------------------------------- | -------------- | --------------- | ----------------- | --------------- |
| 1982 | Spa-Francorchamps | nie rozgrywano       | nie rozgrywano  | Ricardo Tormo      | Sanvenero       | Anton Mang       | Kawasaki                         | nie rozgrywano | nie rozgrywano  | Freddie Spencer   | Honda           |
| 1981 | Spa-Francorchamps | Ricardo Tormo        | Bultaco         | nie rozgrywano     | nie rozgrywano  | Anton Mang       | Kawasaki                         | nie rozgrywano | nie rozgrywano  | Marco Lucchinelli | Suzuki          |
| 1980 | Zolder            | Stefan Dörflinger    | Kreidler        | Ángel Nieto        | Minarelli       | Anton Mang       | Kawasaki                         | nie rozgrywano | nie rozgrywano  | Randy Mamola      | Suzuki          |
| 1979 | Spa-Francorchamps | Henk van Kessel      | Sparta          | Barry Smith        | Morbidelli      | Edi Stöllinger   | Kawasaki                         | nie rozgrywano | nie rozgrywano  | Dennis Ireland    | Suzuki          |
| 1978 | Spa-Francorchamps | Ricardo Tormo        | Bultaco         | Pier Paolo Bianchi | Minarelli       | Paolo Pileri     | Morbidelli                       | nie rozgrywano | nie rozgrywano  | Wil Hartog        | Suzuki          |
| 1977 | Spa-Francorchamps | Eugenio Lazzarini    | Kreidler        | Pier Paolo Bianchi | Morbidelli      | Walter Villa     | Harley-Davidson                  | nie rozgrywano | nie rozgrywano  | Barry Sheene      | Suzuki          |
| 1976 | Spa-Francorchamps | Herbert Rittberger   | Kreidler        | Ángel Nieto        | Bultaco         | Walter Villa     | Harley-Davidson                  | nie rozgrywano | nie rozgrywano  | John Williams     | Suzuki          |
| 1975 | Spa-Francorchamps | Julien van Zeebroeck | Kreidler        | Paolo Pileri       | Morbidelli      | Johnny Cecotto   | Venemotos – Yamaha               | nie rozgrywano | nie rozgrywano  | Phil Read         | MV Agusta       |
| 1974 | Spa-Francorchamps | Gerhard Thurow       | Kreidler        | Ángel Nieto        | Derbi           | Kent Andersson   | Yamaha International Corporation | nie rozgrywano | nie rozgrywano  | Phil Read         | MV Agusta       |
| 1973 | Spa-Francorchamps | Jan de Vries         | Kreidler        | Jos Schurgers      | Bridgestone     | Teuvo Länsivuori | Oy Arwidson (Yamaha)             | nie rozgrywano | nie rozgrywano  | Giacomo Agostini  | MV Agusta       |
| 1972 | Spa-Francorchamps | Ángel Nieto          | Derbi           | Ángel Nieto        | Derbi           | Jarno Saarinen   | Arwidson – Yamaha                | nie rozgrywano | nie rozgrywano  | Giacomo Agostini  | MV Agusta       |
| 1971 | Spa-Francorchamps | Jan de Vries         | Suzuki          | Barry Sheene       | Suzuki          | Silvio Grassetti | MZ                               | nie rozgrywano | nie rozgrywano  | Giacomo Agostini  | MV Agusta       |
| 1970 | Spa-Francorchamps | Aalt Toersen         | Jamathi         | Ángel Nieto        | Derbi           | Rodney Gould     | Yamaha Motor NV                  | nie rozgrywano | nie rozgrywano  | Giacomo Agostini  | MV Agusta       |
| 1969 | Spa-Francorchamps | Barry Smith          | Derbi           | Dave Simmonds      | Kawasaki        | Santiago Herrero | Ossa                             | nie rozgrywano | nie rozgrywano  | Giacomo Agostini  | MV Agusta       |
| 1968 | Spa-Francorchamps | Hans Georg Anscheidt | Suzuki          | nie rozgrywano     | nie rozgrywano  | Phil Read        | Yamaha Motor Co.                 | nie rozgrywano | nie rozgrywano  | Giacomo Agostini  | MV Agusta       |
| 1967 | Spa-Francorchamps | Hans Georg Anscheidt | Suzuki          | nie rozgrywano     | nie rozgrywano  | Bill Ivy         | Yamaha Motor Co.                 | nie rozgrywano | nie rozgrywano  | Giacomo Agostini  | MV Agusta       |
| 1966 | Spa-Francorchamps | nie rozgrywano       | nie rozgrywano  | nie rozgrywano     | nie rozgrywano  | Mike Hailwood    | Honda                            | nie rozgrywano | nie rozgrywano  | Giacomo Agostini  | MV Agusta       |
| 1965 | Spa-Francorchamps | Ernst Degner         | Suzuki          | nie rozgrywano     | nie rozgrywano  | Jim Redman       | Honda                            | nie rozgrywano | nie rozgrywano  | Mike Hailwood     | MV Agusta       |
| 1964 | Spa-Francorchamps | Ralph Bryans         | Honda           | nie rozgrywano     | nie rozgrywano  | Mike Duff        | Yamaha Racing Team               | nie rozgrywano | nie rozgrywano  | Mike Hailwood     | MV Agusta       |
| 1963 | Spa-Francorchamps | Isao Morishita       | Suzuki          | Bert Schneider     | Suzuki          | Fumio Itō        | Yamaha Racing Team               | nie rozgrywano | nie rozgrywano  | Mike Hailwood     | MV Agusta       |
| 1962 | Spa-Francorchamps | Ernst Degner         | Suzuki          | Luigi Taveri       | Honda           | Bob McIntyre     | Honda                            | nie rozgrywano | nie rozgrywano  | Mike Hailwood     | MV Agusta       |

| Rok  | Tor               | 125cc             | 125cc           | 250cc          | 250cc           | 350cc           | 350cc           | 500cc            | 500cc           |
| Rok  | Tor               | Zwycięzca         | Motocykl/zespół | Zwycięzca      | Motocykl/zespół | Zwycięzca       | Motocykl/zespół | Zwycięzca        | Motocykl/zespół |
| ---- | ----------------- | ----------------- | --------------- | -------------- | --------------- | --------------- | --------------- | ---------------- | --------------- |
| 1961 | Spa-Francorchamps | Luigi Taveri      | Honda           | Jim Redman     | Honda           | nie rozgrywano  | nie rozgrywano  | Gary Hocking     | MV Agusta       |
| 1960 | Spa-Francorchamps | Ernst Degner      | MZ              | Carlo Ubbiali  | MV Agusta       | nie rozgrywano  | nie rozgrywano  | John Surtees     | MV Agusta       |
| 1959 | Spa-Francorchamps | Carlo Ubbiali     | MV Agusta       | nie rozgrywano | nie rozgrywano  | nie rozgrywano  | nie rozgrywano  | John Surtees     | MV Agusta       |
| 1958 | Spa-Francorchamps | Alberto Gandossi  | Ducati          | nie rozgrywano | nie rozgrywano  | John Surtees    | MV Agusta       | John Surtees     | MV Agusta       |
| 1957 | Spa-Francorchamps | Tarquinio Provini | FB-Mondial      | John Hartle    | MV Agusta       | Keith Campbell  | Moto Guzzi      | Libero Liberati  | Gilera          |
| 1956 | Spa-Francorchamps | Carlo Ubbiali     | MV Agusta       | Carlo Ubbiali  | MV Agusta       | John Surtees    | MV Agusta       | John Surtees     | MV Agusta       |
| 1955 | Spa-Francorchamps | nie rozgrywano    | nie rozgrywano  | nie rozgrywano | nie rozgrywano  | Bill Lomas      | Moto Guzzi      | Giuseppe Colnago | Gilera          |
| 1954 | Spa-Francorchamps | nie rozgrywano    | nie rozgrywano  | nie rozgrywano | nie rozgrywano  | Ken Kavanagh    | Moto Guzzi      | Geoff Duke       | Gilera          |
| 1953 | Spa-Francorchamps | nie rozgrywano    | nie rozgrywano  | nie rozgrywano | nie rozgrywano  | Fergus Anderson | Moto Guzzi      | Umberto Masetti  | Gilera          |
| 1952 | Spa-Francorchamps | nie rozgrywano    | nie rozgrywano  | nie rozgrywano | nie rozgrywano  | Geoff Duke      | Norton          | Umberto Masetti  | Gilera          |
| 1951 | Spa-Francorchamps | nie rozgrywano    | nie rozgrywano  | nie rozgrywano | nie rozgrywano  | Geoff Duke      | Norton          | Geoff Duke       | Norton          |
| 1950 | Spa-Francorchamps | nie rozgrywano    | nie rozgrywano  | nie rozgrywano | nie rozgrywano  | Bob Foster      | Velocette       | Umberto Masetti  | Gilera          |
| 1949 | Spa-Francorchamps | nie rozgrywano    | nie rozgrywano  | nie rozgrywano | nie rozgrywano  | Freddie Frith   | Velocette       | Bill Doran       | AJS             |